# Antoni Ribas
Antoni Ribas i Piera (Barcelona, 27 de octubre de 1935 - 3 de octubre de 2007) fue un director de cine y guionista español.
La vida profesional de Antoni Ribas estuvo marcada por el cine reivindicativo de los perdedores de la guerra civil española que pudieron expresar sus ideas con la transición democrática tras la muerte de Franco.

## Carrera
Ribas inició su carrera artística como autor de las obras de teatro El vacío (1964) y Jaque al rey y a la reina (1964), si bien sus inicios en el mundo del cine se remontan a 1958, pasando por todo el escalafón de la profesión, trabajó como ayudante de dirección de Luis Lucía, Rafael Gil o de Luis García Berlanga, concretamente en su película Plácido y de Antonio Isasi-Isasmendi en Tierra de todos.
En 1966 fundó su propia productora y dirige su primer largometraje, Las salvajes en Puente San Gil (1966), basada en la obra teatral homónima de José Martín Recuerda y protagonizada por Adolfo Marsillach y Marisa Paredes. Le siguió Palabras de amor (1968) protagonizada por el cantante Joan Manuel Serrat y con guion escrito en colaboración con Terenci Moix, basado en la novela Tren de matinada de Jaume Picas. En 1969 dirige Amor y medias y La otra imagen, contando en el reparto con Paco Rabal, Asunción Balaguer y Julián Mateos, incluida en la sección oficial del Festival de Cine de Cannes de 1973.
En ese periodo, Ribas alcanzó su mayor logro como cineasta con la película La ciudad quemada, en 1976, un fresco sobre la sociedad catalana de principios del siglo XX con el telón de fondo de la Semana Trágica de Barcelona, con el que obtuvo el primer premio del Festival de Cine Ibérico y Latinoamericano de Biarritz. El extenso reparto incluyó a figuras como Ángela Molina, Xabier Elorriaga, Montserrat Salvador, Alfred Luchetti, Adolfo Marsillach, José Luis López Vázquez, Mary Santpere, Joan Manuel Serrat, Ovidi Montllor, Miquel Porter i Moix, Marina Rossell, Montserrat Roig, Josep Maria Castellet, Heribert Barrera, Josep Benet o Jordi Solé Tura.
Tras ese éxito, realiza el documental Catalans universals, y posteriormente se embarcó en la monumental Victoria, una película de ocho horas de duración que se convirtió en una trilogía para su pase en los cines, protagonizada por Helmut Berger, Xabier Elorriaga, Norma Duval y Paco Rabal, con una trama basada en los momentos más significativos de la historia de Cataluña, que no tuvo la aceptación por parte del público como había ocurrido con La ciudad quemada y que además le causó importantes problemas económicos.
Más tarde rodó El primer torero porno (1986), una trama delirante sobre un torero independentista. Ribas comenzó en 1993 el difícil rodaje de Terra de canons (Tierra de cañones), un filme sobre una familia española durante la Guerra Civil, que llevó incluso al cineasta a protagonizar una sentada de diez meses en la Plaza Sant Jaume de Barcelona para pedir una subvención al Gobierno catalán, que no se la concedió. A pesar de ello, pudo continuar la película cinco años después, tras obtener más de 350.000 firmas de apoyo y recibir ayuda de alrededor de trescientos productores, entre ellos algunos diputados y antiguos consellers de la Generalitat, como Josep Gomis, para tirar adelante una obra que contó con la participación del legendario actor Anthony Quinn. Ribas se encontraba trabajando en el momento de su fallecimiento en una película autobiográfica sobre los diez meses de protesta que pasó en la Plaza de Sant Jaume.
Tras el estreno en 1989 de Terra de canons, y ya en los años 90, Ribas realiza y estrena Dalí en 1991, dedicada a la figura del pintor catalán Salvador Dalí, cuyo personaje central encarnó Lorenzo Quinn, el hijo de Anthony Quinn. Su último largometraje fue Centenario (2004), basado en la corrupción que gira en torno a un jugador de fútbol que promueve nuevas elecciones en el seno de su club, un thriller sobre el centenario del Fútbol Club Barcelona. En 2005 realizó el telefilme Gàbies d'or (Jaulas de oro), protagonizada por Silvia Tortosa y Josep Minguell, donde denunciaba la crianza industrial de aves.
Ribas estaba en posesión de la Orden de las Artes y las Letras de Francia, otorgada en reconocimiento a su dilatada carrera profesional, era licenciado en Derecho y Ciencias Económicas.

## Filmografía[9]
- Las salvajes en Puente San Gil (1966)
- Palabras de amor (1968)
- Amor y medias (1970)
- La otra imagen (1973)
- La ciudad quemada (1976)
- ¡Victoria! La gran aventura de un pueblo (1983)
- ¡Victoria! 2. El frenesí del 17 (1983)
- ¡Victoria! 3. La razón y el arrebato (1984)
- El primer torero porno (1985)
- Dalí (1988)
- Tierra de cañones (2000)
- Centenario (2004)
- Gàbies d'or (2007)